# Campus Municipal Profesor Alberto Suppici
El Campus Municipal Alberto Suppici es un estadio de Uruguay ubicado en la ciudad de Colonia del Sacramento, Departamento de Colonia, perteneciente a la Intendencia de Colonia. Fue inaugurado en 1977 y su capacidad es para 6.168 personas sentadas.
El estadio es cedido para que Plaza Colonia oficie como locatario en el fútbol profesional, al igual que Club Deportivo Colonia. El estadio también recibe los partidos de la selección local "Colonia Capital", además partidos de la liga local e interdepartamental.
Además fue sede de torneos internacionales, como el Sudamericano Sub-20 de 2003, el Sudamericano Sub-20 de 2015, la Copa Libertadores Femenina de 2016, la Copa Mundial Femenina de Fútbol Sub-17 de 2018 y la Copa Libertadores Sub-20 de 2024.

## Historia
El estadio fue una de las tres sedes donde se disputó el Sudamericano Sub-20 de 2003 disputado en Uruguay. A su vez, es utilizado por Plaza Colonia en partidos internacionales; anteriormente a la remodelación de su estadio el Parque Prandi en partidos locales en la Primera División de Uruguay y Segunda División de Uruguay. 
Fue una de las cuatro sedes donde se disputó el Sudamericano Sub-20 de 2015. También fue una de las dos sedes en donde se disputó la Copa Libertadores Femenina de 2016, recibiendo la final. Además, fue una de las tres sedes donde se recibió la Copa Mundial Femenina de Fútbol Sub-17 de 2018 en Uruguay.

## Eventos

### Selección Uruguaya
En 2011 la Selección Uruguaya campeona de la Copa América de ese año disputó un partido amistoso de despedida a beneficio en el Supicci drente al conjunto de Plaza Colonia. El partido tuvo un gran marco de espectadores agotando las entradas a la venta, este fue realizado con el objetivo de recaudar fondos para la Fundación Uruguay Celeste, que destinará todo el dinero para obras a realizarse en el departamento. El partido terminó con un resultado de 5 a 0 a favor de la selección. Los goles fueron anotados por Diego Forlán, Edison Cavani, Luis Suárez, Sebastián Abreu y Abel Hernández.

### Partidos de competiciones Conmebol
En el Estadio Profesor Alberto Suppici se disputaron partidos en competiciones oficiales de Conmebol, albergó partidos de la Copa Sudamericana con Plaza Colonia como local; fue una de las sedes de la Copa Libertadores Femenina 2016 albergando además la final de dicho certamen; también fue una de las sedes de la Copa Libertadores Sub-20 2024.

#### Copa Sudamericana 2016
| 17 de agosto de 2016, 18:30 (UTC-3) - Primera Fase | Plaza Colonia                                     | 1:0 (0:0) (1:4 p.)         | Blooming                                                 |                                                            |                                                            |
|                                                    | Ale 51'                                           | Reporte                    |                                                          | Asistencia: 5 000 espectadores Árbitro(s): Víctor Carrillo | Asistencia: 5 000 espectadores Árbitro(s): Víctor Carrillo |
|                                                    |                                                   | Tiros desde el punto penal |                                                          |                                                            |                                                            |
|                                                    | Mariano Bogliacino · Matías Caseras · Hober Leyes |                            | Joselito Vaca · João Paulo · Alan Loras · Miguel Hurtado |                                                            |                                                            |

#### Copa Libertadores Femenina 2016
| 8 de diciembre de 2016, 18:00 - Fase de Grupos | Estudiantes de Guárico | 1:0 (0:0) | Unión Española |                              |                              |
|                                                | Ysaura Viso 53'        |           |                | Árbitra: María Victoria Daza | Árbitra: María Victoria Daza |

| 8 de diciembre de 2016, 20:00 - Fase de grupos | Ferroviaria               | 1:1 (1:1) | Colo-Colo       |                         |                         |
|                                                | Rilany Aguiar Da Silva 6' |           | 69' Karen Araya | Árbitra: Zulma Quiñones | Árbitra: Zulma Quiñones |

| 11 de diciembre de 2016, 18:00 - Fase de Grupos | Colo-Colo                                                   | 3:2 (1:0) | Unión Española                               |                         |                         |
|                                                 | Karen Araya 42' · Yessenia Huenteo 64' · Francisca Lara 69' |           | 56' Ingrid Rodríguez · 77' Crisbelis Abraham | Árbitra: Sirley Cornejo | Árbitra: Sirley Cornejo |

| 11 de diciembre de 2016, 20:00 - Fase de grupos | Ferroviaria | 0:1 (0:0) | Estudiantes de Guárico |                         |                         |
|                                                 |             |           | 81' Ysaura Viso        | Árbitra: Sirley Cornejo | Árbitra: Sirley Cornejo |

| 14 de diciembre de 2016, 18:00 - Fase de Grupos | Colo-Colo | 0:0     | Estudiantes de Guárico |                         |                         |
|                                                 |           | Reporte |                        | Árbitra: Zulma Quiñonez | Árbitra: Zulma Quiñonez |

| 14 de diciembre de 2016, 20:00 - Fase de Grupos | Ferroviaria                                                                                     | 5:1 (4:0) | Unión Española     |                       |                       |
|                                                 | Ana Carolina Machado 8' 17' · Raquel Fernándes 53' · Daiane Rodrigues 60' · Patricia Llanos 66' | Reporte   | 28' Luisa Espinoza | Árbitra: Nadia Fuques | Árbitra: Nadia Fuques |

| 17 de diciembre de 2016, 18:30 - Semifinal | Sportivo Limpeño                   | 2:0 (1:0) | Foz Cataratas FC |                         |                         |
|                                            | Rosa Aquino 33' · Marta Agüero 64' |           |                  | Árbitra: Estela Álvarez | Árbitra: Estela Álvarez |

| 17 de diciembre de 2016, 20:45 - Semifinal | Estudiantes de Guárico                      | 2:0 (1:0) | Colón |                         |                         |
|                                            | Milagros Mendoza 11' · Joemar Guarecuco 81' |           |       | Árbitra: Susana Corella | Árbitra: Susana Corella |

| 20 de diciembre de 2016, 18:00 - Tercer Lugar | Foz Cataratas FC                      | 0:0 (3:1 p.)               | Colón                                                               |                            |  |
|                                               |                                       |                            |                                                                     | Árbitra: Elizabeth Tintaya |  |
|                                               |                                       | Tiros desde el punto penal |                                                                     |                            |  |
|                                               | Verónica · Maressa · Karla · Danyelle |                            | Stefany Suárez · Cecilia Domeniguini · Yamila Badell · Mariana Pion |                            |  |

| 20 de diciembre de 2016, 20:00 - Final | Sportivo Limpeño                 | 2:1 (0:0) | Estudiantes de Guárico |                       |                       |
|                                        | Liz Peña 70' · Damia Cortaza 89' |           | 55' Paola Villamizar   | Árbitra: Paola Barria | Árbitra: Paola Barria |

#### Copa Sudamericana 2020
| 27 de febrero de 2020, 19:15 (UTC-3) - Primera Fase | Plaza Colonia                 | 3:0 (2:0) | Zamora |                                                         |                                                         |
|                                                     | Quintana 16' · Waller 18' 54' | Reporte   |        | Asistencia: 5 000 espectadores Árbitro(s): Juan Benítez | Asistencia: 5 000 espectadores Árbitro(s): Juan Benítez |

| 29 de octubre de 2020, 21:30 (UTC-3) - Segunda Fase | Plaza Colonia | 0:1 (0:0) | Junior        |                                                        |                                                        |
|                                                     |               | Reporte   | Gutiérrez 87' | Asistencia: Sin espectadores Árbitro(s): Andrés Merlos | Asistencia: Sin espectadores Árbitro(s): Andrés Merlos |

### Copa Mundial de Fútbol Femenino Sub-17 2018
En el Estadio Profesor Alberto Suppici se disputaron ocho partidos de la Copa Mundial de Fútbol Femenino Sub-17, seis correspondientes a la fase de grupos y dos por cuartos de final.
| Fecha                   | Fase             | Equipo          |                            | Resultado   |                            | Equipo          | Espectadores |
| ----------------------- | ---------------- | --------------- | -------------------------- | ----------- | -------------------------- | --------------- | ------------ |
| 14 de noviembre de 2018 | Primera fase     | Estados Unidos  | Bandera de Estados Unidos  | 3:0         | Bandera de Camerún         | Camerún         | 593          |
| 14 de noviembre de 2018 | Primera fase     | Corea del Norte | Bandera de Corea del Norte | 1:4         | Bandera de Alemania        | Alemania        | 743          |
| 17 de noviembre de 2018 | Primera fase     | Estados Unidos  | Bandera de Estados Unidos  | 0:3         | Bandera de Corea del Norte | Corea del Norte | 573          |
| 17 de noviembre de 2018 | Primera fase     | Alemania        | Bandera de Alemania        | 0:1         | Bandera de Camerún         | Camerún         | 1227         |
| 21 de noviembre de 2018 | Primera fase     | Camerún         | Bandera de Camerún         | 1:2         | Bandera de Corea del Norte | Corea del Norte | 527          |
| 21 de noviembre de 2018 | Primera fase     | Colombia        | Bandera de Colombia        | 1:1         | Bandera de Corea del Sur   | Corea del Sur   | 472          |
| 24 de noviembre de 2018 | Cuartos de final | España          | Bandera de España          | (3) 1:1 (1) | Bandera de Corea del Norte | Corea del Norte | 451          |
| 24 de noviembre de 2018 | Cuartos de final | Japón           | Bandera de Japón           | (3) 1:1 (4) | Bandera de Nueva Zelanda   | Nueva Zelanda   | 403          |